# Warburger Verein für Stadtgeschichte und Denkmalschutz
Der Warburger Verein für Stadtgeschichte und Denkmalschutz e.V. ist ein als gemeinnützig anerkannter Verein. Er wurde am 4. April 2019 gegründet und hat seinen Sitz in Warburg.

## Zwecke und Tätigkeiten
In seiner Satzung hat der Verein sich folgende Ziele gesetzt:
- Die Förderung von Wissenschaft und Forschung zur Geschichte der Stadt Warburg und ihres Umlandes,
- Die Förderung des Denkmalschutzes und der Denkmalpflege,
- Die Förderung der Erziehung, Volks- und Berufsbildung einschließlich der Studentenhilfe in den vorgenannten Bereichen.

Hierzu führt der Verein wissenschaftliche Veranstaltungen und Forschungsvorhaben zur Erfassung und Erforschung der Stadt- und Regionalgeschichte in Zusammenhang mit Denkmälern, Denkmalbereichen, Bodendenkmälern und denkmalwürdigen Objekten durch, beantragt Aufnahmen denkmalwürdiger Gebäude in die Denkmälerlisten nach Denkmalschutzgesetz, macht Stellungnahmen zu denkmal- und ortsbildsrelevanten Planungen und Maßnahmen von Verwaltung, Politik und privaten Eigentümern, macht Öffentlichkeitsarbeit über Denkmal-, Stadt- und Dorfbildpflege allgemein und im Warburger Raum, macht Aktionen, Veranstaltungen, Vorträge, Führungen und Exkursionen, z. B. zum Tag des offenen Denkmals, sorgt für Informationsaustausch und Zusammenarbeit mit den zuständigen Denkmalschutzbehörden, der Denkmalfachbehörde und weiteren mit Geschichte und Denkmalschutz befassten Personen, Vereinen, Stiftungen und anderen Einrichtungen und berät Eigentümer von Denkmälern oder denkmalwürdigen Gebäuden.

## Geschichte
Schon seit Jahrhunderten wirbt die Stadt Warburg mit ihrem durch historische Bausubstanz geprägten Stadtbild und wurde u. a. 1581 als "elegans Westfaliae opp." von Georg Braun und Franz Hogenberg im dritten Band ihres Werkes "Civitates Orbis Terrarum" abgebildet und beschrieben.

Kupferstich von Georg Braun und Franz Hogenberg 1581, hg. 1616

Als die Stadt Ende der 1830er Jahre anfing war, die mittelalterlichen Stadttore und -türme abzubrechen, forderte der 1838 zum preußischen Oberlandesbaudirektor ernannte Karl Friedrich Schinkel die Stadt auf, die verbliebenen 6 Wehrtürme, 2 Stadttore und die erheblichen Reste der mittelalterlichen Stadtmauer als Baudenkmäler zu erhalten.
1939 erschien das Provinzialverband der Provinz Westfalen herausgegebene Denkmälerinventar "Kreis Warburg" in der Reihe "Die Bau- und Kunstdenkmäler von Westfalen.
1975 beteiligte sich die von Kriegszerstörungen weitgehend verschonte Stadt an dem Europäischen Denkmalschutzjahr u. a. durch eine Ausstellung in Düsseldorf und wissenschaftlichen Vorträgen. Zudem gab es ein Stadtfest auf dem Altstadtmarkt, das seitdem als "Kälkenfest" immer noch jährlich dort stattfindet.
1994 stellte der Landeskonservator des Landschaftsverbandes Westfalen-Lippe die Denkmalwürdigkeit des Mitte der 20er Jahre erbauten Altbaus des St.-Petri-Hospitals fest und forderte in einem amtlichen Schreiben die Stadt dazu auf, trotz der erheblichen Beeinträchtigungen und Schäden, die das Haus durch den Anbau eines 8-geschossigen Bettenhauses erlitten hatte, ihn in die von der Kommunen als Untere Denkmalschutzbehörde geführte Denkmalliste aufzunehmen. Die Stadtverwaltung kam jedoch dieser Aufforderung nicht nach. Als 2010 das Krankenhaus privatisiert und ein neuer Träger gesucht wurde, setzte sich die Stadtverwaltung für einen Abriss des Altbaus ein. Gegen den Abriss des Altgebäudes wandte sich der LWL-Denkmalpflege, Landschafts- und Baukultur in Westfalen, vertreten durch den Landeskonservator Markus Harzenetter, der von den Abrissplänen durch einen Hinweis aus der Bürgerschaft erfahren hatte, und forderte die Stadt erneut auf, den Altbau in die Denkmalliste einzutragen. Am 18. Januar 2011 entschied sich der Warburger Stadtrat trotz fehlender Zuständigkeiteinstimmig gegen eine Eintragung in die Denkmalliste. Aufgrund der Differenzen zwischen Fachbehörde und Vollzugsbehörde kam es zu einem Ministerentscheid, der vom damaligen Bauminister Harry Voigtsberger gegen die Denkmalpflege entschieden wurde.

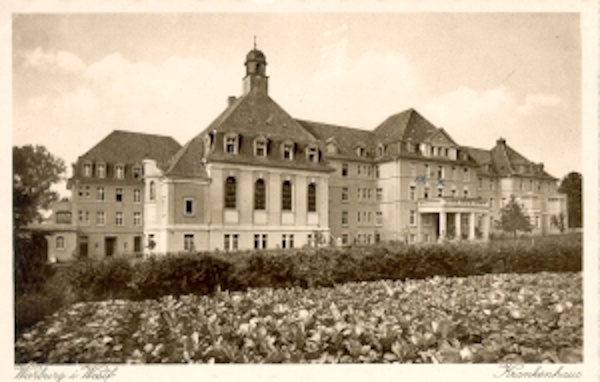
Warburg, ehem. St.-Petri-Hospital

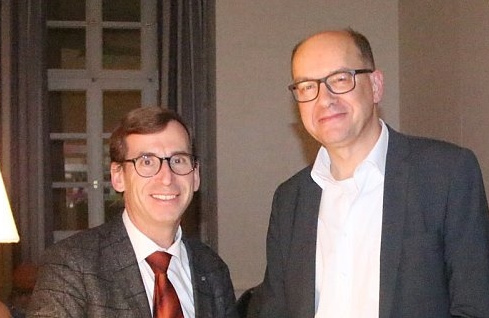
Holger Mertens, Landeskonservator des LWL mit dem Warburger Bürgermeister Tobias Scherf 2022

2015 gab der Landschaftsverband Westfalen-Lippe (LWL) zusammen mit der Stadt Warburg im Rahmen der „Denkmaltopographie Bundesrepublik Deutschland“ als Band 1.1 des Kreises Höxter eine Zusammenstellung aller von der Denkmalfachbehörde als denkmalwürdig angesehenen Bau- und Kunstdenkmäler heraus, auch, um bei künftigen Diskussionen über Denkmalwürdigkeiten Rechtssicherheit zu bekommen und nicht nochmals unter Zeitdruck gesetzt zu werden. In Fotos, Beschreibungen und zum Teil auch in Zeichnungen wurden dabei über 500 Einzeldenkmale auf dem Gebiet der im Mittelalter gegründeten Stadt Warburg einschließlich 16 Ortsteilen in Text, Fotos und zum Teil in Zeichnungen dargestellt und in ihrer historischen Bedeutung erläutert. 
Zu den vom LWL als denkmalwürdig erkannten Gebäuden gehörte auch das zentral gelegene dreigeschossige Fachwerkhaus Marktstraße 18. Im Herbst 2018 wurde bekannt, dass die Eigentümergesellschaft des Hauses Marktstraße 18 plante, dieses vollständig abzureißen und durch einen Neubau mit zehn Eigentumswohnungen zu ersetzen. Unterstützung fand das Unternehmen durch die Mehrheitsfraktion im Stadtrat, der die vom LWL festgestellte Denkmalwürdigkeit anzweifelte und ein Gegengutachten eines Hamburger Büros beauftragte. Es entstand eine Bürgerinitiative, die sich u. a. durch zahlreiche Leserbriefe für die Erhaltung des Hauses und die Einhaltung der im Denkmalschutzgesetz vorgegebenen Verfahren einsetzte. 174 Bürger wandten sich schließlich - aus der Erfahrung mit dem St. Petri-Hospital klüger geworden - an den Vorsitzenden des Petitionsausschuss des nordrhein-westfälischen Landtags in Düsseldorf, Herrn Serdar Yüksel, mit der Bitte, an der Erhaltung des Hauses mitzuwirken. Nachdem der Petitionsausschuss das Haus am 21. August 2019 besucht und anschließend mit Vertretern der Stadt und des LWL gesprochen hatte, stellte sich die Aussichtslosigkeit einer Abbruchgenehmigung heraus. Die Eigentümergesellschaft zog ihren Antrag zurück und die Stadtverwaltung trug das Objekt in die Denkmalliste ein. Es wurde danach durch die „Warburger Denkmalstiftung“ erworben und saniert.

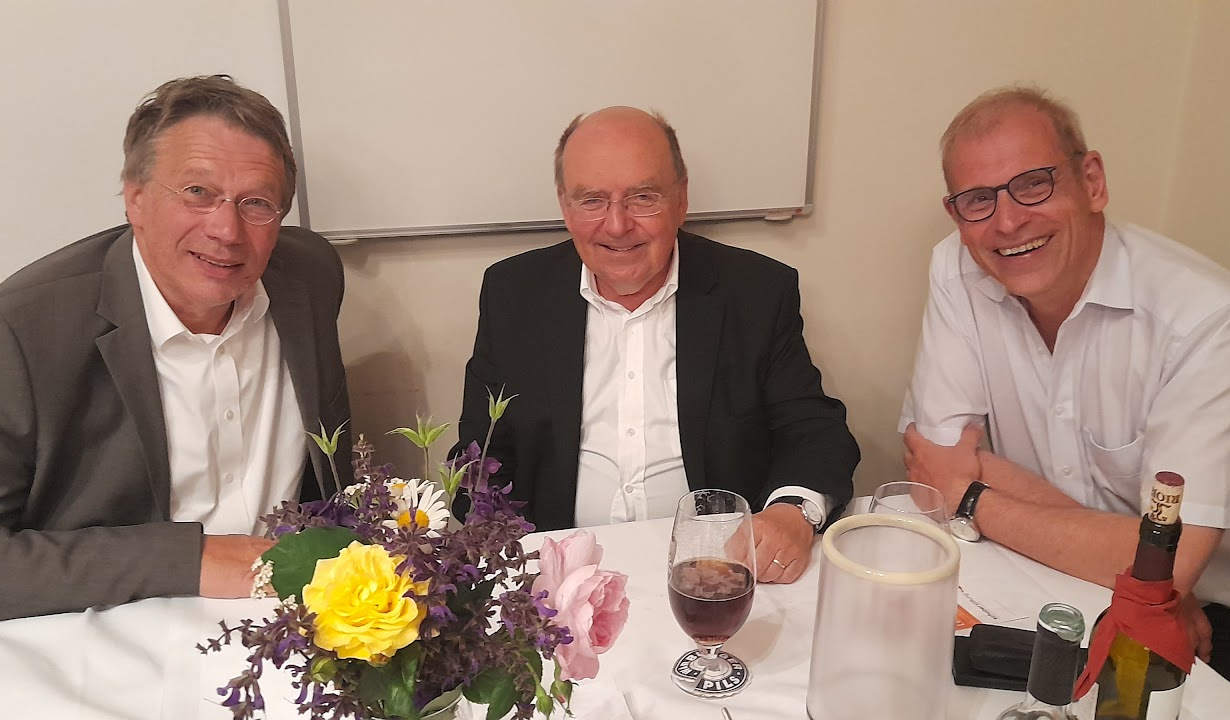
Ralf Miggelbrink, Otmar Schober, Christoph Humburg beim Denkmalverein in Warburg 2022

Ermutigt durch den Erfolg gründeten Mitglieder der Bürgerinitiative am 4. September 2019 den Warburger Verein für Stadtgeschichte und Denkmalschutz. Zu den ca. 40 Mitgliedern gehören Heiko Bewermeyer, Alfons Holtgreve, Christoph Humburg, Stephan Nolte, Claudia Schwarze, Peter von Schöning, Ivonne Wild und Konstantin von Wrede. Ungefähr die Hälfte der Mitglieder wohnen in Warburg und besitzen ein Denkmal.
Seit seiner Gründung hat sich der Verein in vielfältiger Form am kulturellen Leben beteiligt. Darunter waren mehrere Fachvorträge u. a. mit dem ehemaligen Leiter des Germanischen Nationalmuseums Nürnberg G. Ulrich Großmann und dem westfälischen Landeskonservator Holger Mertens, Führungen und Konzerte, u. a. in der Burg Calenberg (Warburg) und im Haus Böttrich, zahlreiche Fachartikel zu einzelnen Denkmälern in den Tageszeitungen und Beteiligungen an den jährlichen Tagen des offenen Denkmals.